# Федцово (Московская область)
Федцово — деревня в Волоколамском районе Московской области России. Относится к Ярополецкому сельскому поселению, до муниципальной реформы 2006 года относилась к Курьяновскому сельскому округу.

## Население
| 1852 | 1859 | 1926 | 2002 | 2006 | 2010 | 2013 |
| ---- | ---- | ---- | ---- | ---- | ---- | ---- |
| 114  | ↘105 | ↘63  | ↘7   | ↘3   | ↗18  | ↗63  |
| 2014 | 2015 | 2016 |      |      |      |      |
| ↗67  | ↗68  | ↗72  |      |      |      |      |

## Расположение
Деревня Федцово расположена примерно в 12 км к западу от центра города Волоколамска, на правом берегу реки Селесни (бассейн Иваньковского водохранилища). Ближайшие населённые пункты — деревни Курьяново, Шебаново, Татьянино и посёлок при станции Благовещенское. В километре к востоку от деревни Федцово расположена станция Благовещенское Рижского направления Московской железной дороги. В деревне пять улиц — Красная Горка, Луговая, Московская, Цветочная и Центральная.

## Исторические сведения
В «Списке населённых мест» 1862 года Федцово — владельческое село 1-го стана Волоколамского уезда Московской губернии по правую сторону Московского тракта, от границы Зубцовского уезда на город Волоколамск, в 10 верстах от уездного города, при пруде, с 16 дворами и 105 жителями (53 мужчины, 52 женщины).
По данным на 1890 год входила в состав Тимошевской волости Волоколамского уезда, число душ мужского пола составляло 63 человека.
В 1913 году — 17 дворов, усадьба и хутор.
По материалам Всесоюзной переписи населения 1926 года — деревня Козинского сельсовета, проживало 63 жителя (29 мужчин, 34 женщины), насчитывалось 14 крестьянских хозяйств.
С 1929 года — населённый пункт в составе Волоколамского района Московской области.